# 225 (число)
Вижте пояснителната страница за други значения на 225.
225 (двеста двадесет и пет) е естествено, цяло число, следващо 224 и предхождащо 226.
Двеста двадесет и пет с арабски цифри се записва „225“, а с римски – „CCXXV“. Числото 225 е съставено от три цифри от позиционните бройни системи – 2 (две), 5 (пет).

## Общи сведения
- 225 е нечетно число.
- 225-ият ден от невисокосна година е 13 август.
- 225 е година от Новата ера.